# 天草市立大多尾小学校
天草市立大多尾小学校（あまくさしりつ おおたおしょうがっこう）は、熊本県天草市新和町大多尾にかつて存在した小学校。

## 沿革
- 1875年（明治8年） - 小宮地小学校大多尾分校設置
- 1877年（明治10年） - 公立大多尾小学校と改称
- 1887年（明治20年） - 大多尾小学校簡易科教場と改称
- 1892年（明治25年） - 大多尾尋常小学校と改称
- 1907年（明治40年） - 大多尾尋常高等小学校と改称
- 1909年（明治42年） - 大多尾尋常小学校と改称
- 1926年（大正15年） - 大多尾尋常高等小学校と改称
- 1941年（昭和16年） - 大多尾国民学校と改称
- 1947年（昭和22年） - 大多尾村立大多尾小学校と改称
- 1954年（昭和29年） - 新和村立大多尾小学校と改称
- 1961年（昭和36年） - 新和町立大多尾小学校と改称
- 2006年（平成18年） - 天草市立大多尾小学校と改称
- 2011年（平成23年） - 天草市立新和小学校へ統合

## 学校周辺
- 熊本県道289号大多尾新合線
- 八代海
- 大多尾保育園